# Bà Rịa-Vũng Tàu (HQ-187)
Bà Rịa-Vũng Tàu (HQ-187) là tàu ngầm lớp Kilo chạy điện-diesel loại 636 Varshavyanka do Nga chế tạo. Đây là chiếc cuối cùng trong số sáu tàu ngầm lớp Kilo mà Việt Nam đặt mua 2009. Tàu thuộc biên chế của Lữ đoàn Tàu ngầm 189, Quân chủng Hải quân Việt Nam. Cảng nhà tại Cam Ranh.

## Đóng tàu
Trong chuyến thăm Liên bang Nga của Thủ tướng Việt Nam Nguyễn Tấn Dũng vào tháng 12 năm 2009, Việt Nam đã đặt mua 6 chiếc tàu ngầm lớp 636 Varshavyanka (NATO gọi là Kilo), bao gồm cả việc huấn luyện thủy thủ đoàn cùng trang thiết bị và vũ khí.
Tàu được khởi đóng vào ngày 28 tháng 5 năm 2014 tại Nhà máy đóng tàu Admiralty Verfi (thành phố Saint Petersburg, Nga), hạ thủy ngày 28 tháng 9 năm 2015.

## Bàn giao
Sau một hải trình dài từ cảng Saint Petersburg, Liên bang Nga về Việt Nam, vào lúc 6h15' sáng ngày 20 tháng 1 năm 2017, tàu chuyên dụng Rolldock Storm của Hà Lan đã vận chuyển tàu ngầm Kilo 187 Bà Rịa-Vũng Tàu về đến vịnh Cam Ranh (Khánh Hòa).
Trong ngày 23 tháng 1, tàu Rolldock dẫn nước vào khoang chứa tàu ngầm để các chuyên gia thực hiện thao tác kĩ thuật hạ thủy tàu ngầm 187 Bà Rịa–Vũng Tàu, để 2 tàu lai dắt Azimuth lai dắt tàu ngầm vào quân cảng Cam Ranh.